# Сенкусь Мирослав
Се́нкусь Миросла́в (нар. 1914, Саскачеван, Канада — пом. 12 листопада 2009) — вчений у галузі органічної хімії, дійсний член НТШ (з 1948).

## Біографія
Народився у Редберрі, вчився в університетах Саскачевану і Чикаго (докторат 1938). Керував до 1950 дослідницькою працею у фірмі «Commercial Solvents Corporation» (Індіана), з 1951 — директор дослідів у фірмі «Reynolds Tobacco Company» (Північна Кароліна, США).
Автор 17 друкованих праць, 57 патентів у галузях хімії нітропарафінів, антибіотиків, хлорування вуглеводнів, синтезу хемотерапевтичних сполук та застосування ізотопів у аналізі.